# Cortex associatif
Pour les articles homonymes, voir Cortex (homonymie).
Le cortex associatif désigne les régions du cerveau impliquées dans des opérations complexes de traitement de l'information. Contrairement à d'autres portions du cortex cérébral comme les aires dites « primaires » (sensorielles ou motrices), le rôle fonctionnel des régions associatives est plus difficile à identifier ; elles sont par exemple impliquées dans les processus cognitifs complexes liés à :
- l'intégration multisensorielle qui permet, par exemple, d'associer un signal visuel et un signal auditif ;
- la mémoire ;
- le langage ;
- la planification, etc.

Contrairement à d'autres animaux, la majeure partie du cortex cérébral humain est constitué de cortex associatif, en particulier au niveau des lobes frontaux et pariétaux.
En effet, dans chaque hémisphère cérébral 75 % du tissu cortical constitue le cortex associatif, le reste étant des régions spécialisées, comme les cortex sensoriels et moteurs. Le cortex associatif est aussi appelé « aires associatives », car il est composé de différentes aires, auxquelles on  attribue des fonctions différentes.
Elles se distinguent des autres aires car elles reçoivent des afférences de plus d'un système sensoriel, par exemple vision et audition, etc.
Elles participent donc à la genèse de notre perception du monde, qui intègre sans les décomposer les différentes modalités perceptives.
Le cortex associatif permet la formation de nos perceptions qui sont une interprétation de nos sensations, une mise en relation de ces sensations avec notre vécu, nos attentes et nos connaissances. 

## Fonctionnement général
Pour comprendre le fonctionnement des aires associatives, il faut comprendre le principe d’organisation des systèmes sensoriels.
Ils sont organisés en différents niveaux hiérarchiques, qui ont des fonctions différentes.
Les aires primaires sensorielles sont les premières régions de réception des messages sensoriels, qui proviennent des différents noyaux thalamiques.
Ces messages sont ensuite envoyés aux aires secondaires, qui constituent un second niveau, où les informations sont traitées plus finement.
Ces deux niveaux sont propres à une modalité sensorielles (par exemple : aire primaire visuelle, et aire secondaire visuelle).
Le troisième niveau de traitement de l’information sensoriel est celui des aires associatives.
Les informations les atteignent après avoir été traitées par les aires primaires et secondaires d’une modalité de sensation.
Elles se distinguent des deux autres niveaux car elles reçoivent des afférences de plus d’un système sensoriel. 

### Traitement en parallèle
Il  n’y a pas une aire supérieure à toutes les autres qui recevrait les informations de toutes les modalités sensorielles et en ferait la synthèse.
Ce sont différentes aires interconnectées qui communiquent entre elles.
Il faut ainsi comprendre que l’organisation hiérarchique est complexe, faisant intervenir des flux des aires primaires vers les secondaires puis vers les aires associatives, mais aussi des flux partant des aires primaires directement vers les aires associatives, ou dans le sens inverse ; il s’agit de feed-back à travers les faisceaux corticofuges.
Chaque région pouvant communiquer avec plusieurs autres régions, à un niveau supérieur ou égal.
Le flux d’information est capable de se propager ainsi sur différentes voies en même temps, et c’est ce qu’on appelle le traitement en parallèle de l’information.

### Exemple d'aires associatives
Connectées aux aires visuelles secondaires et directement aux aires visuelles primaires, on a identifié pour le moment une douzaine d’ aires associatives permettant d’identifier notre environnement. Deux grandes voies à travers ces aires sont possibles :
- la voie dorsale ; partant des aires visuelles primaires, elle longe le cortex pré-strié dorsal, pour aller jusqu’au cortex pariétal postérieur. Cette voie est impliquée dans la perception du « où », elle nous indique des informations sur l’organisation spatiale et le mouvement des objets ;
- la voie ventrale ; partant toujours des aires visuelles primaires, elle longe le cortex pré-strié ventral, pour aller vers le cortex temporal inférieur. Cette voie est impliquée dans la perception du « quoi », elle nous indique la forme et l’identité de l’objet.

Des lésions du cortex pariétal postérieur provoquent en effet une incapacité à atteindre les objets de l’environnement, bien que la capacité à les décrire soit intacte.
À l’inverse, des lésions du cortex temporal inférieur provoquent une incapacité à décrire les objets de l’environnement tout en conservant la capacité motrice de les atteindre. Ces aires permettent de mettre en relation les informations visuelles avec d’autres informations (auditives, ou autres) pour nous permettre d’élaborer une intention et de programmer une réponse motrice.

## Les différentes aires associatives
Parmi les aires associatives, on peut répertorier des zones de cortex qui ont une fonction sensorimotrice, auxquelles certains auteurs[Lesquels ?] ajoutent le cortex limbique.

### Cortex associatif sensorimoteur
Parmi les aires multimodales, on peut répertorier deux cortex associatifs majeurs :
- le cortex pariétal postérieur nous permet de guider nos mouvements du corps et du regard. Il est le centre, en effet, de l’intégration de deux types d’informations : d’origines somatiques pour la localisation de notre corps et visuelles ou auditives pour celle de l’environnement dans lequel il s’inscrit. Il envoie ensuite ces informations au lobe frontal pour élaborer une réponse motrice en conséquence. Sa lésion entraine des troubles de la perception et de l’attention, visuelles et spatiales comme l’héminégligence controlatérale (incapacité à localiser les objets dans l’espace visuel opposé à la lésion). Cette zone est reconnue comme le siège de la formation du schéma corporel ;
- le cortex préfrontal dorsolatéral reçoit des informations du cortex pariétal postérieur. Il nous permettrait aussi d’évaluer notre environnement, en localisant les objets et en reconnaissant leur nature[1]. Il innerve les aires motrices primaires et secondaires. De plus, les neurones de ce cortex sont ceux qui ont la décharge la plus précoce de tout le cortex moteur. Tous ces éléments permettent aux chercheurs de faire l’hypothèse qu’il est la région de la décision d’un mouvement volontaire avant son exécution[2]. Il assure la planification dans le temps de nos actions, il serait le site de stockage de la mémoire de travail, qui permet de stocker temporairement des informations pour réaliser une tâche. Ses actions dirigées vers un but, il serait le siège de la prise de décision. L’aire préfrontale est, en effet, appelée par les auteurs anglo-saxons « goal orientation behavior ».

### Autres sites du cortex associatif
Certains auteurs ajoutent[réf. souhaitée] le cortex limbique (ou circonvolution cingulaire et circonvolution parahippocampique), situé sur la face interne des lobes temporaux, car il reçoit des informations de très nombreuses aires du cortex, pour permettre à l'être de générer des émotions et des intentions, ainsi qu’un stockage en mémoire.